# Ludwig Gillitzer
Ludwig Gillitzer (* 21. April 1905 in Neusorg; † 20. April 1980 in München) war ein deutscher Verwaltungsjurist und Ministerialdirektor.

## Leben
Gillitzer wuchs in Eger auf, wohin sein Vater 1906 versetzt worden war. Nach dem Abitur 1924 studierte er Rechtswissenschaften in an der Ludwig-Maximilians-Universität München (LMU). Seit 1925 war er Mitglied der katholischen Studentenverbindung KDStV Tuiskonia München im CV. Die Referendarszeit absolvierte er in München, Hersbruck, Ebersberg und Warmuth(?). Nach seiner Promotion mit einer Dissertation zum Thema Das Vergehen der unterlassenen Anzeige, eine strafrechtl. Betrachtung d. § 139 StGB 1930 in Erlangen war er als Assistent am Lehrstuhl für Öffentliches Recht der LMU tätig. 1939 wurde er zum Oberregierungsrat befördert.
Nach dem Zweiten Weltkrieg wurde er in den Staatsdienst der Regierung von Oberbayern einberufen und 1960 zum Ministerialdirektor und zum Leiter des Bayerischen Landesausgleichsamtes im Bayerischen Staatsministerium für Arbeit und Soziale Fürsorge ernannt. In seiner Amtszeit war er maßgeblich beteiligt an der Eingliederung der Kriegsflüchtlinge und Heimatvertriebenen und rief die bayerischen Vertriebenengemeinden ins Leben. Er war unter anderem Mitglied der Forschungsgesellschaft für das Weltflüchtlingsproblem, der Association for the Study of the World Refugee Problem (AWR). Später war er für wirtschaftliche und soziale Angelegenheiten zuständig. Zusammen mit Franz Josef Reuter und Karl Förger gab er ab 1952 im Münchener Verlag König die Loseblattsammlung Der Lastenausgleich: Sammlung der Gesetze, Verordnungen, Durchführungsbestimmungen, Entscheidungen und Runderlasse auf dem Gebiet des Allgemeinen Lastenausgleichs mit Erläuterungen und Sachverzeichnis mit Ergänzungslieferungen bis in die frühen 1960er Jahre heraus.
Der Spiegel berichtete 1963, dass Gillitzer vom August bis Weihnachten 1962 seinem Sohn in einer ihm unterstehenden Dienststelle eine Anstellung sowie für diese Zeit unter dem Dach des Ministeriums eine Art „Dienstwohnung“ verbunden mit einem Sondermietzins und entliehenen Möbeln aus dem eigenen Vorzimmer verschaffte. Gillitzer wurde 1965 pensioniert.
1969 wurde er zum ersten Präsidenten des neugegründeten Oberpfälzer Kulturbundes gewählt.

## Ehrungen
- 1965: Ehrenbürgerschaft der Stadt Rötz
- 1969: Großes Bundesverdienstkreuz mit Stern
- 1976: Nordgau-Kulturpreis der Stadt Amberg in der Kategorie „Nordgauförderung“[5]